# Ponte internazionale Simón Bolívar
Il ponte internazionale Simón Bolívar (in spagnolo: Puente Internacional Simón Bolívar) è un ponte lungo 300 metri che attraversa il fiume Táchira lungo il confine tra Venezuela e Colombia, unendo la città venezuelana di San Antonio del Táchira con La Parada, sobborgo della città colombiana di Cúcuta.
Il ponte è diventato celebre durante la crisi venezuelana del 2019 sia a causa dell'esodo di venezuelani in Colombia, sia per la sua chiusura da parte di Maduro nel febbraio 2019 per impedire l'ingresso di aiuti umanitari.